# Elaphoglossum amygdalifolium
Elaphoglossum amygdalifolium är en träjonväxtart som först beskrevs av Georg Heinrich Mettenius och Oskar Kuhn och fick sitt nu gällande namn av Hermann Christ. Elaphoglossum amygdalifolium ingår i släktet Elaphoglossum och familjen Dryopteridaceae. Inga underarter finns listade.